# Aviculopecten
Aviculopecten is een geslacht van uitgestorven tweekleppigen, dat leefde van het Carboon tot het Perm.

## Beschrijving
Deze tweekleppige had een scheve, waaiervormige schelp met ongelijke kleppen met krachtige ribben en af en toe groeistrepen. De tandloze schelp had een korte, rechte slotrand met duidelijk ontwikkelde vleugels. De lengte van de schelp bedroeg circa 2,5 centimeter.

## Soorten
- A. altus † White 1879
- A. appalachianus † Hoare et al. 1978
- A. arctisulcatus † Newell 1938
- A. arkansanus † Mather 1915
- A. artiensis † Krotow 1885
- A. asiaticus † de Koninck 1863
- A. ballingerana † Beede 1916
- A. basilicus † Newell 1938
- A. batesvillensis † Weller 1897
- A. bellatulus † Newell 1938
- A. bertrandi † Gemmellaro 1896
- A. bouei † Keyserling 1846
- A. bravoi † Thomas 1928
- A. caodigouensis † Lu 1986
- A. columbianus † Hoare et al. 1978
- A. coryeanus † White 1874
- A. coxanus † Meek & Worthen 1860
- A. crebristriatus † de Koninck 1863
- A. crenistriatus † Meek 1871
- A. cunctatus † Reed 1932
- A. cypticostatus † Lu 1986
- A. densistriatus † Gemmellaro 1896
- A. derajatensis † Waagen 1881
- A. disjunctus † Girty 1927
- A. draschei † Toula 1875
- A. eaglensis † Price 1916
- A. expositus † Reed 1944
- A. flabellum † Price 1916
- A. frederixi † Lutkevitch & Lobanova 1960
- A. germanus † Miller & Faber 1892
- A. giganteus † Chao 1929
- A. girtyi † Newell 1938
- A. gradicosta † Newell 1938
- A. gryphus † Newell 1938
- A. halensis † Mather 1915
- A. hardmani † Etheridge 1897
- A. hataii † Murata 1964
- A. hayasakai † Murata 1964
- A. idahoensis † Meek 1871
- A. imbricatus † Etheridge 1872
- A. inspeciosus † Girty 1910
- A. jabiensis † Waagen 1881
- A. jennyi † Girty 1910
- A. kaibabensis † Newell 1938
- A. katwahiensis † Waagen 1881
- A. khinganensis † Kobayashi 1931
- A. kunlunensis † Ustritzky 1960
- A. lobanovae † Muromtseva 1984
- A. lopingensis † Ku 1948
- A. malayensis † Nakazawa 1973
- A. mazonensis † Worthen 1890
- A. mccoyi † Meek & Hayden 1864
- A. misrikhanensis † Reed 1944
- A. moorei † Newell 1938
- A. morahensis † Waagen 1881
- A. morrowensis † Girty 1910
- A. multilineatus † Girty 1910
- A. multiradiatus † Etheridge 1872
- A. multiscalptus † Thomas 1928
- A. nikolaewi † Muromtseva 1984
- A. nitidus † Gemmellaro 1896
- A. nodocosta † Newell 1938
- A. occidentalis † Shumard 1855
- A. onukii † Murata 1969
- A. orientalis † Fredericks 1934
- A. paradoxus † Liu 1976
- A. pealei † White 1879
- A. peculiaris † Newell 1938
- A. praecox † Waagen 1881
- A. prototextorius † Waagen 1881
- A. pseudoctenostreon † Waagen 1881
- A. pseudoradiatus † Fredericks 1915
- A. punjabensis † Reed 1931
- A. qinghaiensis † Lu 1986
- A. regularis † Reed 1944
- A. rossiensis † Netschajew 1894
- A. ruklensis † Reed 1944
- A. scheremetus † Guskov 1984
- A. serdobowae † Fredericks 1915
- A. shiroshitai † Nakazawa & Newell 1968
- A. sicanus † Gemmellaro 1896
- A. simplicus † Chen et al. 1974
- A. sojanensis † Kulikov 1967
- A.squamiger † Reed 1944
- A. squamula † Girty 1910
- A. squamula † Waagen 1881
- A. stepanovi † Kulikov 1967
- A. subparadoxus † Lu 1986
- A. subregularis † Lu 1986
- A. subtristriatus † Lu 1986
- A. sulaensis † Muromtseva 1984
- A. sullanaensis † Thomas 1928
- A. sumnerensis † Newell 1938
- A. tompo † Muromtseva 1984
- A. tristriatus † Renz 1940
- A. uralicus † Fredericks 1915
- A. verbeeki † Fliegel 1901
- A. waageni † Fliegel 1901
- A. wilczekiformis † Licharew 1927
- A. winchelli † Meek 1875
- A. wynnei † Waagen 1881
- A. xiaoyuanchongensis † Fang 1987
- A. yunnanensis † Guo 1985